# Nikolaj Šved
Nikolaj Šved (rusky Николай Швед; * 1. listopadu 1981) je ruský horolezec a reprezentant v ledolezení, mistr světa v ledolezení na rychlost.

## Výkony a ocenění

### Závodní výsledky
| Mistrovství světa v ledolezení | Mistrovství světa v ledolezení | Mistrovství světa v ledolezení | Mistrovství světa v ledolezení | Mistrovství světa v ledolezení | Mistrovství světa v ledolezení | Mistrovství světa v ledolezení | Mistrovství světa v ledolezení | Mistrovství světa v ledolezení |
| Rok                            | 2004                           | 2005                           | 2007                           | 2009                           | 2011                           | 2013                           | 2015                           | 2017                           |
| ------------------------------ | ------------------------------ | ------------------------------ | ------------------------------ | ------------------------------ | ------------------------------ | ------------------------------ | ------------------------------ | ------------------------------ |
| Rychlost                       | 2                              | 3                              | 9                              | 1                              | 9                              | 9                              | 14                             | —                              |

| Světový pohár v ledolezení | Světový pohár v ledolezení | Světový pohár v ledolezení | Světový pohár v ledolezení | Světový pohár v ledolezení | Světový pohár v ledolezení | Světový pohár v ledolezení | Světový pohár v ledolezení | Světový pohár v ledolezení | Světový pohár v ledolezení | Světový pohár v ledolezení | Světový pohár v ledolezení | Světový pohár v ledolezení | Světový pohár v ledolezení | Světový pohár v ledolezení | Světový pohár v ledolezení | Světový pohár v ledolezení |
| Rok                        | 2003                       | 2004                       | 2005                       | 2006                       | 2007                       | 2008                       | 2009                       | 2010                       | 2011                       | 2012                       | 2013                       | 2014                       | 2015                       | 2016                       | 2017                       | 2018                       |
| -------------------------- | -------------------------- | -------------------------- | -------------------------- | -------------------------- | -------------------------- | -------------------------- | -------------------------- | -------------------------- | -------------------------- | -------------------------- | -------------------------- | -------------------------- | -------------------------- | -------------------------- | -------------------------- | -------------------------- |
| Rychlost                   | ?                          | nehodnotilo se             | nehodnotilo se             | 4                          | 2                          | 17-18                      |                            | 9                          | 8                          | 11                         | 11                         | 7                          | 9                          | 14-15                      | 11                         | —                          |
| jednotlivě* (3/2/3)        | ?,?,                       | Stříbrná medaile           | Bronzová medaile           | ,6, · 5,6                  | 9,                         | 9,-,-                      |                            | 12,-, 9,6                  | 5,4, -,9                   | -,13,6, · -,               | 8,6, 12,-,9                | -,, · 4,13                 | -,8,6, 6,9,14              | -,-, 7,11                  | ,12, · -,-                 | —                          |

* poznámka: napravo jsou poslední závody v roce
| Mistrovství Evropy v ledolezení | Mistrovství Evropy v ledolezení | Mistrovství Evropy v ledolezení | Mistrovství Evropy v ledolezení | Mistrovství Evropy v ledolezení |
| Rok                             | 2012                            | 2014                            | 2016                            | 2018                            |
| ------------------------------- | ------------------------------- | ------------------------------- | ------------------------------- | ------------------------------- |
| Rychlost                        | 3                               | 13                              | 10                              | —                               |